# Dekanat miadziolski
Dekanat miadziolski – jeden z 11 dekanatów archidiecezji mińsko-mohylewskiej na Białorusi. Składa się z 8 parafii. Do 2013 roku był to dekanat budsławski z siedzibą w Budsławiu.

## Lista parafii
| Lp | Miejscowość / parafia                                        | Proboszcz / administrator | Kościół                                                         | Zdjęcie |
| -- | ------------------------------------------------------------ | ------------------------- | --------------------------------------------------------------- | ------- |
| 1  | Budsław Parafia Wniebowzięcia Najświętszej Maryi Panny       | o. Wiktor Burłaka OFM     | Kościół Wniebowzięcia Najświętszej Marii Panny w Budsławiu      |         |
| 2  | Zaświrz Parafia Trójcy Przenajświętszej                      |                           | Kościół Trójcy Przenajświętszej w Zaświrze                      |         |
| 3  | Konstantynowo Parafia Wniebowzięcia Najświętszej Maryi Panny |                           | Kościół Wniebowzięcia Najświętszej Maryi Panny w Konstantynowie |         |
| 4  | Krzywicze Parafia św. Andrzeja Apostoła                      | ks. Wiktor Szczuczko      | Kościół św. Andrzeja Apostoła w Krzywiczach                     |         |
| 5  | Miadzioł Parafia Matki Bożej Szkaplerznej                    | o. Paweł Lelito OCD       | Kościół Matki Bożej Szkaplerznej w Miadziole                    |         |
| 6  | Narocz Parafia św. Andrzeja Apostoła                         |                           | Kościół św. Andrzeja Apostoła w Naroczy                         |         |
| 7  | Świr Parafia św. Mikołaja Biskupa                            | ks. Bogusław Modrzejewski | Kościół św. Mikołaja Biskupa w Świrze                           |         |
| 8  | Szemietowo Parafia Matki Bożej Nieustającej Pomocy           |                           | Kościół Matki Bożej Nieustającej Pomocy w Szemietowie           |         |